# 6897 Tabei
6897 Tabei è un asteroide della fascia principale. Scoperto nel 1987, presenta un'orbita caratterizzata da un semiasse maggiore pari a 2,3822172 UA e da un'eccentricità di 0,1737132, inclinata di 1,61492° rispetto all'eclittica.